# جون تشينويث
جون تشينويث هو محامي وسياسي أمريكي، ولد في 17 أغسطس 1897 في ترينيداد في الولايات المتحدة، وتوفي بنفس المكان في 2 يناير 1986. نشط حزبياً في الحزب الجمهوري.

## مناصب
- انتخب عضو  [لغات أخرى]‏.
- انتخب County judge [الإنجليزية]‏ (1933 – 1941).
- انتخب المدعي العام [الإنجليزية]‏ (1929 – 1933).
- انتخب عضو مجلس النواب الأمريكي [الإنجليزية]‏.